# تلکام مصر
تلکام مصر (عربی: المصرية للاتصالات) شرکت مخابرات مصری است، که در سال ۱۸۸۱ تأسیس شد.